# Кардам
Карда́м (болг. Кардам) — хан Болгарії від 777 по 802 рік.
791 року Кардам здійснив наступ на завойовані Візантією регіони в Македонії річкою Струма. Болгарія претендувала на область Македонію з її слов'янським населенням. Костянтин VI спробував чинити опір війську Кардама та був розгромлений біля фортеці Маркели. Було укладено мир з Візантією за умови виплати щорічної данини болгарам.
Наступного року візантійці, зібравши військо, пішли війною на болгар. Але ця війна принесла їм лише нову поразку.
За п'ять років, 796, імператор категорично відмовився сплачувати данину. На це Кардам зреагував погрозою спустошити всю Фракію. Імператора це не злякало і замість коштовної данини він відправив хану кінський гній, супроводжуючи його листом: «Яка тобі пристойна данина, ту й посилаю». Кардам був розлючений і почав погрожувати дійти до Золотої брами Константинополя. На це Костянтин, знущаючись, відповів, що скоріше сам прийде до Маркел, оскільки болгарський хан вже надто старий для походів.